# IC 1181
IC 1181 ist eine linsenförmige Galaxie vom Hubble-Typ SB0/a im Sternbild Herkules am Nordsternhimmel. Sie ist schätzungsweise 447 Millionen Lichtjahre von der Milchstraße entfernt und hat einen Durchmesser von etwa 135.000 Lichtjahren. Die Galaxie gilt als Mitglied des Herkules-Galaxienhaufens Abell 2151 und bildet gemeinsam mit IC 1178 das interagierende Galaxienpaar Arp 172.
Halton Arp gliederte seinen Katalog ungewöhnlicher Galaxien nach rein morphologischen Kriterien in Gruppen. Diese Galaxie gehört zu der Klasse Galaxien mit diffusen Gegenarmen.
Im selben Himmelsareal befinden sich u. a. die Galaxien NGC 6047, NGC 6050, IC 1183, IC 1185.
Die Typ-Ia-Supernova SN 2008ek wurde hier beobachtet.
Das Objekt wurde am 3. Juni 1888 von Lewis Swift entdeckt.